# Liao Zhongkai

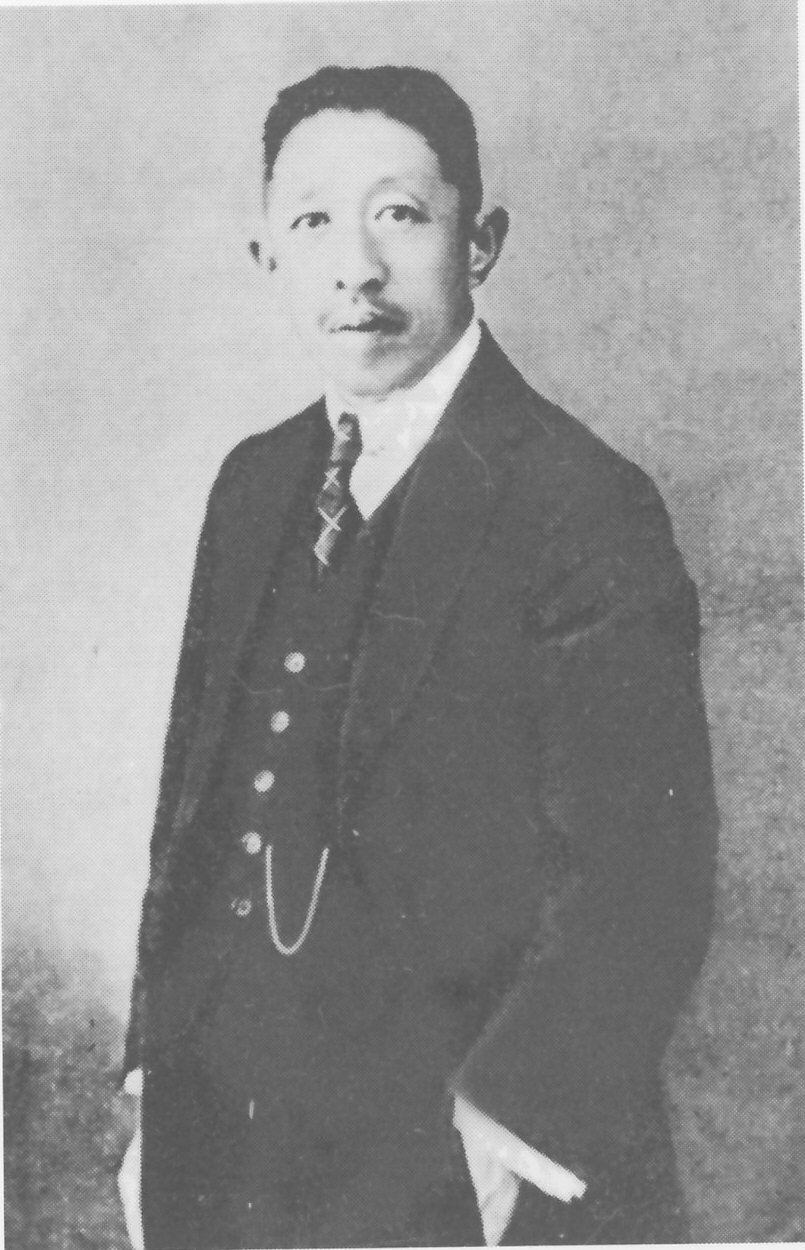
Liao Zhongkai

Liao Zhongkai (chinesisch 廖仲愷 / 廖仲恺, Pinyin Liào Zhòngkǎi, W.-G. Liao Chung-k’ai, Jyutping Liu6 Zung1hoi2, Yale Liuh Juhng-hói; * 23. April 1877 in San Francisco, Vereinigte Staaten; † 20. August 1925 in Guangzhou, Republik China) war ein chinesischer Politiker und maßgeblich an der Bildung der Ersten Einheitsfront zwischen der Kuomintang und der Kommunistischen Partei Chinas in den 1920er Jahren beteiligt.

## Frühes Leben
Liao wurde 1877 in San Francisco als eines von 24 Kindern des christlichen chinesischen Bankiers Liao Zhubin geboren. Sein Vater, der fünf Ehefrauen hatte, arbeitete dort zu dieser Zeit für die Hong Kong and Shanghai Bank. Im Alter von 16 Jahren ging der Sohn 1893 nach Hongkong und studierte ab 1896 am dortigen Queen’s College. Im folgenden Jahr heiratete er He Xiangning. Im Januar 1903 ging er zum Studium der Politikwissenschaften an die japanische Waseda-Universität, von wo er 1907 an die Universität Tokio wechselte, an der er neben den Politik- auch Wirtschaftswissenschaften studierte. Während dieser Zeit erhielt er finanzielle Unterstützung von der Familie seiner Frau, welche ihn nach Japan begleitet hatte und eine Tokioter Kunstschule besuchte.

## Politische Karriere
In Tokio traf Liao, der sich zunehmend für die antiimperialistischen Bewegungen in China begeisterte, im Sommer 1903 mit dem einflussreichen Revolutionär Sun Yat-sen zusammen. Unmittelbar nach ihrer Gründung schloss er sich der revolutionären Sammlungsbewegung Tongmenghui an. Da Liao und He bei der japanischen Polizei nicht in Verdacht zu stehen schienen, der Tongmenghui nahezustehen, entwickelte sich ihre gemeinsame Wohnung zu einem wichtigen Treffpunkt dieser Gruppierung. Im Jahr 1909 ging er zurück nach China, um dort entweder einen Auftrag für Sun Yat-sen auszuführen oder in den Dienst der Provinzverwaltung von Jilin zu treten, wo er sich bei Ausbruch der Xinhai-Revolution im Oktober 1910 befand. Im Zuge der Revolution erklärte sich 1911 die südliche Provinz Guangdong als Republik China unabhängig und Hu Hanmin bot Liao aufgrund seiner akademischen Vorbildung den Posten als Leiter der Finanzverwaltung an, welchen er annahm und seine Familie aus Japan nach Guangzhou holte. Die zunehmende Macht des Führers der weiterhin stark monarchistisch eingestellten Beiyang-Armee, Yuan Shikai, der über eine Restauration der Kaiserherrschaft nachdachte, und das Scheitern eines erneuten Putschversuchs der republikanischen Kräfte führten dazu, dass Liao mit seiner Familie gemeinsam mit anderen Revolutionären wie Sun und Hu nach Japan flüchtete. Im Jahr 1916 kehrte er erneut nach China zurück und verhandelte gemeinsam mit Hu Hanmin nach dem Tod Yuans mit der Beiyang-Regierung in Peking über Möglichkeiten einer Vereinigung des Landes unter demokratischer Führung. Nach Abbruch dieser gingen sie wieder nach Guangzhou, wo Liao erneut die Finanzverwaltung übernahm. Im Juni 1922 versuchte der zu dieser Zeit in Guangdong die Macht ausübende Warlord Chen Jiongming, Sun Yat-sen durch einen Putsch als Präsident der Republik China abzusetzen, und ließ Liao verhaften. Als er zwei Monate später frei kam, setzte er sich nach Hongkong ab. Nach einem Aufenthalt in Shanghai reiste er erneut nach Japan und verhandelte dort mit dem sowjetischen Botschafter, der im Namen der Komintern eine Unterstützung der revolutionären Guomindang zusagte. Hierdurch konnte Liao sich als einer der führenden Köpfe des linksrevolutionären Flügels der Partei etablieren. Nach der Niederlage Chens im März 1923 kehrte er nach Guangzhou zurück. Zwischen Mai 1923 und Februar 1924 übernahm Liao die Rolle des Zivilgouverneurs der Provinz Guangdong. Obwohl er inzwischen ein enger Vertrauter Sun Yat-sens war, stellte er sich im November 1923 gegen diesen, als er als einziger einflussreicher Guomindangpolitiker eine durch den von der Komintern geschickten Berufsrevolutionär Michail Borodin vorgeschlagene Land- und Arbeitsreform unterstützte, die schlussendlich nicht umgesetzt wurde. Darüber hinaus trat er als starker Befürworter der Errichtung einer Militärakademie auf, durch die das Militär professionalisiert und die Guomindang unabhängiger von Söldnern und Warlords werden sollte. Nach dem zwischenzeitlichen Rücktritt Chiang Kai-sheks von der Führung der Akademie leitete Liao Anfang 1924 die Bemühungen zur schlussendlichen Eröffnung der Whampoa-Militärakademie.
Während der Ersten Einheitsfront zwischen der nationalistischen Kuomintang und der Kommunistischen Partei war er Mitglied des Zentralen Exekutivkomitees der Kuomintang und von Sun damit beauftragt, die Partei anhand marxistisch-leninistischer Strukturen zu reformieren. Zugleich übernahm Liao die Abteilung für Arbeiter, später die für Bauern. Nach dem Tod Sun Yat-sens im März 1925 konnte der linksrevolutionär eingestellte Liao sich neben Wang Jingwei und dem konservativen Hu Hanmin als einer von drei starken Männern im Zentralen Exekutivkomitee der Kuomintang durchsetzen. Bei der Ausrufung einer gegen die von Peking aus regierenden Beiyang-Regierung stehenden Nationalregierung in Guangzhou am 1. Juli wurde Liao neben Wang und dem General Xu Chongzhi eines von drei Mitgliedern des der Regierung vorstehenden Politrates und Finanzminister. Durch seine stark linken Positionen, die er mit einer Fortführung der Politik Suns rechtfertigte – darunter auch die enge Kooperation mit der Sowjetunion und der in die Kuomintang integrierten Kommunistischen Partei – zog er sich den Zorn konservativ und rechts stehender Parteimitglieder zu.

## Ermordung

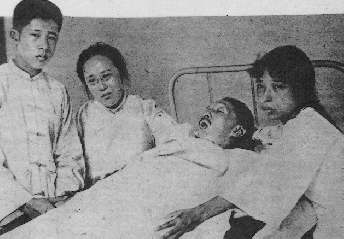
Liao auf dem Totenbett, um ihn herum (von links) Liao Chengzhi, He Xiangning und Liao Mengxing, August 1925

Am 20. August 1925 lauerten fünf Attentäter Liao vor einem Treffen des Exekutivkomitees in Guangzhou auf. Als er seinen Wagen verließ, schossen sie ihn mit Pistolen vom Typ Mauser C96 nieder, woraufhin er mehrere Stunden später verstarb. Chiang Kai-shek verdächtigte in seinem Tagebuch zunächst britische Auftraggeber hinter dem Mordanschlag und lastete ihn in einer Rede auf Liaos Totenfeier imperialistischen und reaktionären Kräften an. Eine auf Empfehlung Michail Borodins eingesetzte Untersuchungskommission bestand aus Wang Jingwei, Chiang Kai-shek und Xu Chongzhi. Sie identifizierte einen Cousin Hu Hanmins als einen der Hauptverdächtigen und deckte einen Plan konservativer Kuomintang-Elemente auf, mit Unterstützung der parteitreuen Streitkräfte in Guangdong die Anhänger des linksradikalen Parteiflügels in Guangzhou zu eliminieren. Hu Hanmin wurde daraufhin aus dem Zentralen Exekutivkomitee ausgeschlossen und mehrere hochrangige, unter Xu Chongzhi dienende Offiziere wurden exekutiert. Xu selbst konnte nicht mit dem Mord in Verbindung gebracht werden, musste Ende September aber ein mehrmonatiges Exil in Shanghai akzeptieren, da ihm Verbindungen zu Chen Jiongming nachgewiesen wurden. Hu Hanmin wurde als Botschafter der Kuomintang bei der Komintern nach Moskau gesandt. Die im Laufe der Ermittlungen ebenfalls zu den Verdächtigen zählenden Lin Sen und Zhou Lu wurden als diplomatische Vertreter zur Beiyang-Regierung geschickt. Diese Säuberungen hinterließen einen gestärkten Wang Jingwei und einen aufgestiegenen Chiang Kai-shek in der Parteiführung, die zu dieser Zeit beide dem linksrevolutionären Flügel nahestanden.
Liao und seine Frau He Xiangning hatten eine Tochter, Liao Mengxing, und einen Sohn, den späteren kommunistischen Politiker Liao Chengzhi. Seine Nichte ist die chinesisch-amerikanische Politikerin Anna Chennault.